# بيت التمويل العربي
بيت التمويل العربي (بالإنجليزية: Arab Finance House)‏ أُسس في عام 2003 ويعد أول بنك إسلامي كامل أنشئ في لبنان، حيث يعرض خدمات مصرفية واسعة لتحقيق متطلبات البورصة المحلية المتزايدة تحت أحكام شرعية صارمة، ولقد حصل على بيت التمويل العربي بالكامل في عام 2013 من قبل بنك قطر الإسلامي أول بنك إسلامي وثاني أكبر بنك في قطر.

## إنشائه
ظهرت فكرة إنشائه من أجل تطوير الأحوال المالية الإسلامية في لبنان والمنطقة، بالإضافة إلى وضع معيار التميز للخدمات المتوافقة مع الشريعة الإسلامية للأفراد والشركات الصغيرة والعملاء من الشركات، ولبيت التمويل العربي رأس مال مدفوع بالكامل قدره 30 مليار ليرة لبنانية، وقد ظهر كواحدًا من المؤسسات المالية الإسلامية الرائدة تحت إشراف هيئة رقابة شرعية تتكون من فريق من الدارسين ذوي السمعة الحسنة يقومون بملاحظة والتأكد من الإجراءات الإسلامية في الأمور المصرفية والمالية والشرعية.

## ملكية بيت التمويل العربي
ملكية بيت التمويل العربي كما يلي:
- شركة بيت التمويل العربي ش.م.ل قابضة: 99.499%
  - يملك بنك قطر الإسلامي شركة بيت التمويل العربي ش.م.ل قابضة بنسبة %99.9958.[3]

## مجلس الإدارة
يتكون مجلس الإدارة من:
- السيد راكيش سانغفي رئيس مجلس الإدارة والمدير العام.
- السيد طارق فوزي ممثل عضو مجلس الإدارة.
- السيد غورانغ هيماني ممثل عضو مجلس الإدارة.
- السيد عاطف علي عضو مجلس الإدارة.
- السيد أسامة حلمي عضو مجلس الإدارة.[4]

## هيئة الإدارة التنفيذية
تتكون هييئة الإدارة التنفيذية من:
- السيد أسامة حلمي عضو مجلس الإدارة والعضو المنتدب.
- السيد مازن رمضان رئيس وحدة العلاج.
- السيد سامر حجازي رئيس إدارة المخاطر.
- السيد فادي حشاش مدير المالية والمحاسبة.[5]

## هيئة الرقابة الشرعية
تتكون هيئة الرقابة الشرعية من:
- الشيخ الدكتور عبد الستار أبو جودة رئيس.
- الشيخ وليد بن هادي عضو.
- الشيخ نظام يعقوبي عضو.
- الشيخ أمين الكردي عضو.
- الشيخ أحمد طالب عضو.[6]

## طالع أيضًا
- قائمة البنوك في لبنان

## روابط خارجية
- الموقع الرسمي لبيت التمويل العربي